# Mukesh Ambani
Mukesh Ambani (hindi मुकेश अंबानी, ur. 19 kwietnia 1957 w Adenie) – indyjski przedsiębiorca. Właściciel 48 procent akcji spółki Reliance Industries Limited.

## Życiorys
Ukończył studia na Uniwersytecie w Bombaju (Bachelor of Arts) oraz rozpoczął studia MBA na Stanford University, których nie ukończył.
Mukesh Ambani ma żonę, troje dzieci. W Bombaju zbudował duży apartamentowiec dla swojej rodziny: „Antilia”. Projekt wykonała firma Perkins and Will z Chicago, a inspiracją była architektura wiszących ogrodów Semiramidy.
Budynek został ukończony we wrześniu 2008 r. Koszt sięgnął miliard dolarów.
W 2008 Ambani zapowiedział zainwestowanie w Polsce sumy 1,8 mld złotych, w branży petrochemicznej.

## Majątek
29 października 2007 roku, w wyniku znacznego wzrostu cen akcji przedsiębiorstw
które posiada Ambani, wyceniono jego udziały na 63,2 mld $, co według indyjskich
mediów czyniłoby go najbogatszym człowiekiem na świecie.
Twierdzenie takie zostało jednak odrzucone przez samą firmę Reliance Industries, która stwierdziła, że wycena wartości została przeprowadzona błędnie. W 2021 roku znalazł się na 10. miejscu listy najbogatszych ludzi świata magazynu Forbes z majątkiem 84,5 mld USD.